# Musculus digastricus
Der Musculus digastricus oder Musculus digastrius (lat.: zweibäuchiger Muskel), früher auch als Musculus biventer mandibulae bezeichnet, ist ein Muskel des Kopfes, der aus zwei unterschiedlichen Anlagen hervorgeht, weshalb er auch von zwei Hirnnerven innerviert wird. Er besteht aus zwei Bäuchen:
- Der kleinere Venter anterior (vorderer Bauch, bei Tieren Venter rostralis) entspringt an der Unterkieferinnenseite (Fossa digastrica) und verläuft von da aus nach posterior und superior.
- Der größere Venter posterior (hinterer Bauch, bei Tieren Venter caudalis) entspringt an der Incisura mastoidea des Schläfenbeins (Mensch) bzw. dem Processus paracondylaris bei Haustieren und zieht nach anterior und inferior.

Außerdem ist der Muskel paarig angelegt, das heißt, er ist jeweils auf der rechten und linken Körperhälfte zu finden. Die beiden Köpfe treffen sich in der Mitte und bilden eine gemeinsame Zwischensehne (Mensch, Pferd) oder einen Sehnenstreifen, welche den Ansatz des Muskels bildet. Die Zwischensehne ist mit einer Bindegewebsschlaufe am Zungenbeinkörper befestigt.
Er ist Teil der suprahyalen Muskulatur.

## Funktion
Der Musculus digastricus ist ein Öffner der Mund- bzw. Maulspalte und ist damit ein Antagonist der Kaumuskulatur.

## Innervation
Der vordere Bauch wird vom Nervus mylohyoideus des Nervus mandibularis (Nervus trigeminus, V3), der hintere vom Ramus digastricus des Nervus facialis innerviert.